# Láperdő

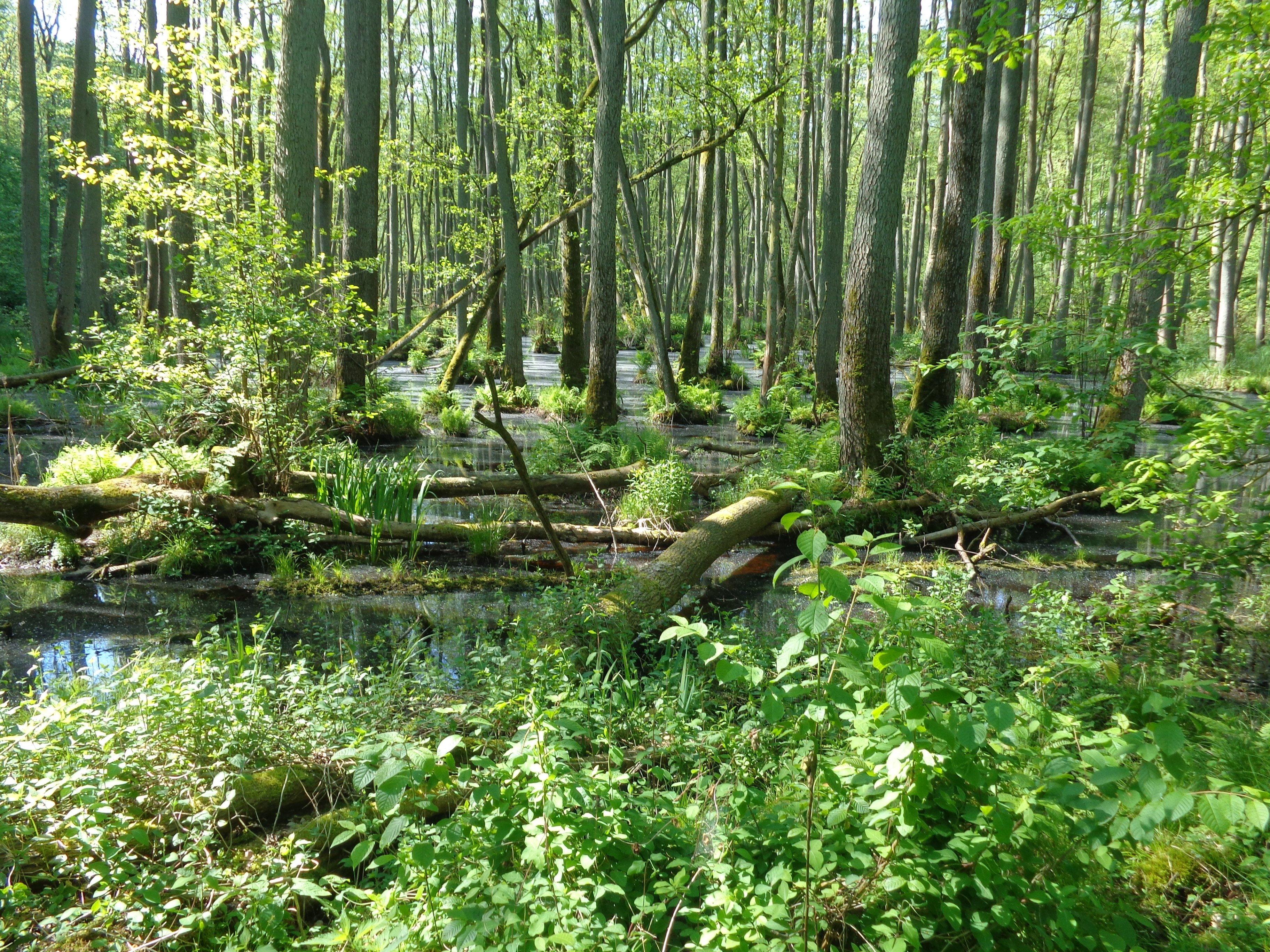
Láperdő Plau am See városi erdejében

A láperdő nedves mélyedések, kis medencék, holtágak, oxigénszegény, tőzeges talajú termőhelyeinek társulása.

## Jellemzői
Az ún. "lábas" fák: a fatő, a gyökértő és a törzs alsó részére mohás bevonat települ sással, páfránnyal. Jellemző fajai: enyves éger, magyar kőris, magas kőris, hamvas fűz, kutyabenge, nyúlánk sás, szálkás pajzsika, tőzegpáfrány. A rendszerint 50–70 cm-es, ritkán cserélődő víz nyár végére leapad, ilyenkor látszik, hogy a kiszélesedett tövű fák a gyökérzetükön állnak("lábas égerek").

## Fajtái

### Fűzláp
Távolról hamvaszöld, félgömbös bokorcsoportok, amelyek foltjait lápos rétek veszik körül. A cserjeszint magassága 4-6 méter, alatta kevés faj van, mivel a kísérők többnyire a szegélyében élnek. Állományalkotó a hamvas fűz, kísérői a molyhos nyír, babérfűz, dárdás nádtippan, mocsári gólyahír, éles és csőrös sás, szálkás és hegyi pajzsika, nád, mocsári kocsord, tőzegmoha. Lápos mélyedések, árterek, völgyek időszakosan 20–40 cm-es vízben álló növényzete. Hidegidőszaki reliktum-társulás.

### Égeres láperdő
Általában holtágak feltöltődési szukcessziója során alakul ki. A lombkoronaszint 10-25 méter magas, enyves éger alkotja, amely elegyedhet magyar kőrissel és rezgő nyárral. Kísérők: szálkás pajzsika, tőzegpáfrány, nyúlánk sás, mocsári kocsord, keserédes csucsor, nagy és lápi csalán, vízi peszérce, közönséges lizinka. A fák tövén sok a moha (ciprusmoha, hegyesmoha, ligetmoha). A "lábas" éger a jellemző a társulásra. A Beregi-síkon, a Hanságban, Szigetközben, az Őrségben, Vendvidéken, Somogyban és Hévíz környékén fordul elő.

### Kőrises égerláp
Az előzőhöz hasonló, de felépítője a magyar kőris és a tőzegpáfrány, kevesebb az enyves éger, további kísérők: szálkás pajzsika, nagy csalán, magas aranyvessző, békaliliom, posvány-és parti sás, hamvas szeder, gyepes sédbúza. A Duna-Tisza közén a Turján-vidék morotváiban, pangóvizes csatornáiban tenyésző ritka növénytársulás.